# らんま1/2 DoCo Second
『らんま1/2 DoCo☆Second』は、DoCoのセカンドアルバム。1994年12月16日にポニーキャニオンよりリリースされた。

## 解説
テレビアニメ作品『らんま1/2』から生まれた女性メインキャラ5人の声優ユニット・DoCo（林原めぐみ、日髙のり子、佐久間レイ、高山みなみ、井上喜久子）のオリジナルアルバム。
「授業中の小学校」、「かがやく空ときみの声」、「フクザツな両想い」はOVA『らんま1/2』オープニングテーマ、「清く正しいクリスマス」、「恋がひとつ消えてしまったの」はOVA『らんま1/2』エンディングテーマ、「終わらない夏休み」は劇場版『らんま1/2 超無差別決戦! 乱馬チームVS伝説の鳳凰』オープニングテーマにそれぞれ起用されている。
なお、これらの曲の仮歌を当時声優・ソロデビュー前の岩男潤子が歌っていた。「恋がひとつ消えてしまったの」は翌1995年3月発売の岩男のソロデビュー1stシングル『シャッターチャンスの連続』カップリングにてカバーし、同年発売の1stアルバム『はじめまして』にも収録されている。

## 収録曲
1. 清く正しいクリスマス [5:02]
作詞：乱馬的歌劇団文芸部、作曲・編曲：安田毅 
  - OVA『らんま1/2』エンディングテーマ
  - イメージビデオは乱馬とあかねが中心となっている。
2. 授業中の小学校 [4:52]
作詞：乱馬的歌劇団文芸部、作曲・編曲：安田毅
  - OVA『らんま1/2』オープニングテーマ
  - イメージビデオは早雲とあかねの母が中心となっている。
3. 終わらない夏休み [4:33]
作詞：乱馬的歌劇団文芸部、作曲・編曲：安田毅
  - 劇場版『らんま1/2 超無差別決戦! 乱馬チームVS伝説の鳳凰』オープニングテーマ
  - イメージビデオはなびきが中心となっている。
4. かがやく空ときみの声 [4:01]
作詞・作曲：YAWMIN、編曲：YO!キタロー
  - OVA『らんま1/2』オープニングテーマ
  - イメージビデオは女らんまが中心となっている。
5. 恋がひとつ消えてしまったの [5:53]
作詞：乱馬的歌劇団文芸部、作曲・編曲：山本はるきち
  - OVA『らんま1/2』エンディングテーマ
6. フクザツな両想い（Live Version） [6:30]
作詞：乱馬的歌劇団文芸部、作曲・編曲：山本はるきち
  - OVA『らんま1/2』オープニングテーマ